# Crown Point (Indiana)
Crown Point és una població dels Estats Units a l'estat d'Indiana. Segons el cens del 2000 tenia 19.806 habitants.

## Demografia
Segons el cens del 2000, Crown Point tenia 19.806 habitants, 7.824 habitatges, i 5.359 famílies. La densitat de població era de 460,1 habitants per km².
Dels 7.824 habitatges en un 29,2% hi vivien nens de menys de 18 anys, en un 57,1% hi vivien parelles casades, en un 8,9% dones solteres, i en un 31,5% no eren unitats familiars. En el 27,3% dels habitatges hi vivien persones soles l'11,7% de les quals corresponia a persones de 65 anys o més que vivien soles. El nombre mitjà de persones vivint en cada habitatge era de 2,45 i el nombre mitjà de persones que vivien en cada família era de 3,01.
Per edats la població es repartia de la següent manera: un 22,5% tenia menys de 18 anys, un 7,7% entre 18 i 24, un 27,2% entre 25 i 44, un 25,3% de 45 a 60 i un 17,3% 65 anys o més.
L'edat mediana era de 40 anys. Per cada 100 dones de 18 o més anys hi havia 87,2 homes.
La renda mediana per habitatge era de 52.889$ i la renda mediana per família de 64.274$. Els homes tenien una renda mediana de 50.090$ mentre que les dones 26.669$. La renda per capita de la població era de 24.568$. Entorn del 2,1% de les famílies i el 3,7% de la població estaven per davall del llindar de pobresa.

## Poblacions més properes
El següent diagrama mostra les poblacions més properes.